# Tostedt
Tostedt é um município da Alemanha localizado no distrito de Harburg, estado da Baixa Saxônia.
É membro e sede do Samtgemeinde de Tostedt.